# Fengling (métro de Nanning)
Fengling (chinois : 凤岭站 / pinyin : Fènglǐng zhàn / zhuang : Camh Funglingj) est une station de la ligne 1 du métro de Nanning. Elle est située de part et d'autre du boulevard Minzu Dadao, dans le district de Qingxiu de la ville de Nanning, en Chine.
Ouverte le 28 juin 2016, la station comprend quatre entrées et une seule plateforme.

## Situation sur le réseau

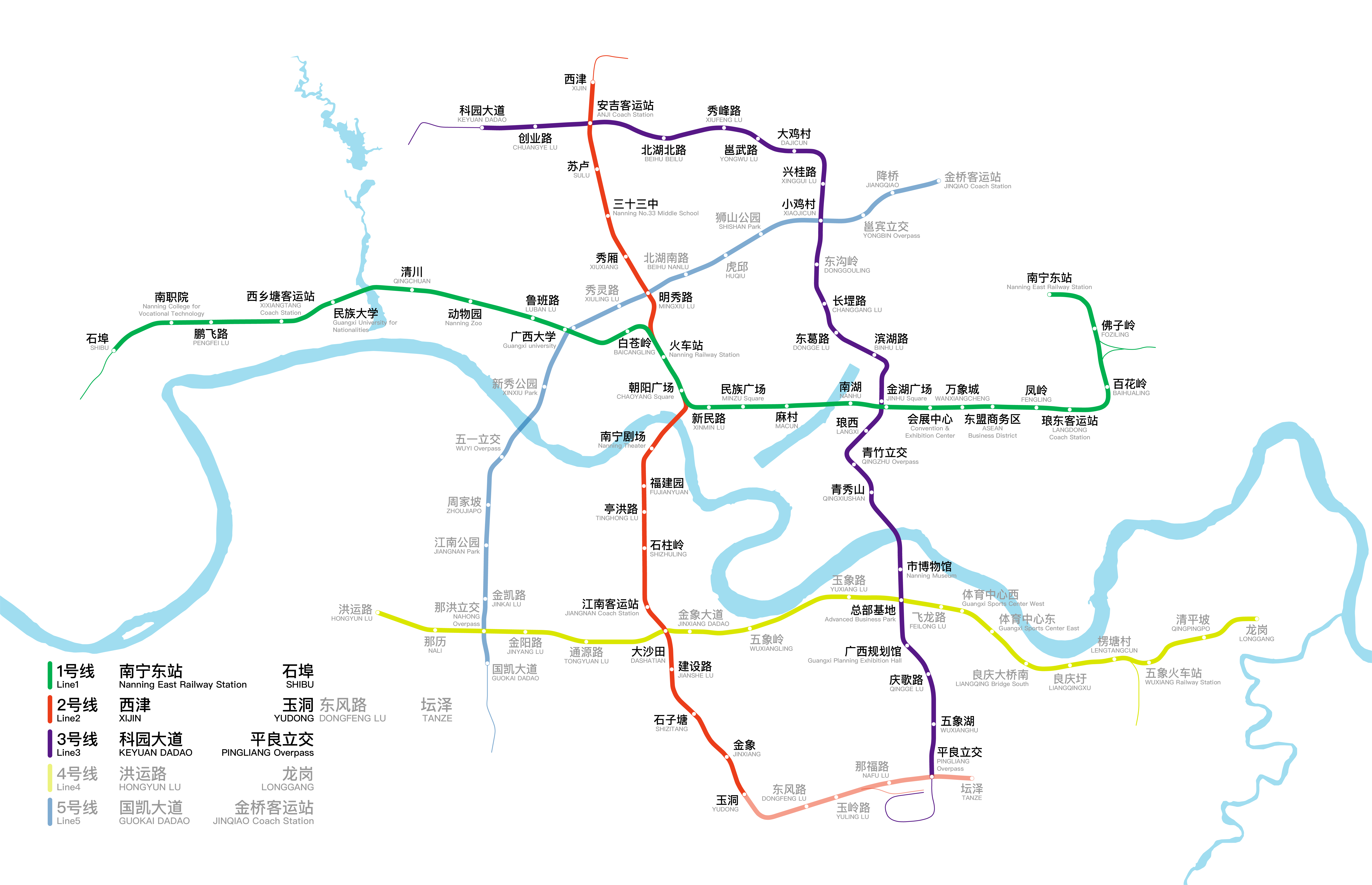
Plan du métro.

Établie en souterrain, Fengling est située sur la ligne 1 du métro de Nanning, entre la station District financier de l'ASEAN, en direction du terminus ouest Shibu, et la station Gare routière de Langdong (zh), en direction du terminus est Gare de Nanning-est (zh).

## Histoire
La construction débute le 15 décembre 2012. Le 30 janvier 2015, les dix premières stations sont terminées. Les premiers tests sans passagers ont lieu en février 2016. Les vérifications continuent les 16 et 29 mai de la même année.
La station Fenling est mise en service le 28 juin 2016, lors de l'ouverture à l'exploitation de la première section de la ligne 1 du métro de Nanning, entre les stations Nanhu et Gare de Nanning-est (zh),.

## Services aux voyageurs

### Accès et accueil
La station est accessible par quatre entrées différentes, de part et d'autre du boulevard Minzu Dadao et à l'est de l'échangeur Fengling (凤岭立交). La sortie B2 comprend un ascenseur pour les personnes handicapées. La station est de forme rectangulaire, avec deux bouts saillants, un en diagonale et qui rejoint la sortie A, et un en forme de T, qui rejoint les sorties B1 et B2. On retrouve des stationnements pour bicyclettes à environ 200 mètres de la sortie B2.
| Niveau 0   | Entrées et sorties                                           | Entrées et sorties                                         |
| Sous-sol 1 | Salle d'accueil                                              | Service à la clientèle, boutiques et guichet libre-service |
| Sous-sol 2 |                                                              | Ligne 1 Voie 1 : En direction de Shibu                     |
| Sous-sol 2 | Quai central                                                 |                                                            |
| Sous-sol 2 | Ligne 1 Voie 2 : En direction de la Gare de Nanning-est (zh) |                                                            |

### Desserte
Les premiers et derniers passages en direction de Shibu sont à 6h31 et 23h09, tandis que ceux en direction de la gare de Nanning est sont à 7h00 et 22h45.

### Intermodalité
La station est desservie par les autobus 6, 25, 39, 42, 43, 45, 76, 87, 89, 90, 94, 206, 213, 603, 609, 704 et G1 du réseau d'autobus de Nanning.

## À proximité
| Numéro                                         | Destinations proches |
| ---------------------------------------------- | --- |
| Sortie A                                       | Rue Fenghuangling (凤凰岭路), résidence Xinxin Fengling (凤岭新新家园), Garderie bilingue artistique Fengling (凤岭双语艺术幼儿园), jardin Selaweila (塞拉维拉花园) |
| Sortie B1                                      | Rue Qinglin (青林路), Sunshine 100 (阳光100), école internationale Shangdong (上东国际), jardin de jade (翡翠园)                                                    |
| Sortie B2                                      | Rue Qinglin, district scénique Haoran (昊然风景小区), jardin de jade, École municipale du jardin de jade (南宁市翡翠园学校)                                         |
| Sortie C                                       | Minzu Dadao, résidence Xintiandi (新天地别墅) |
| Légende： Ascenseur pour personnes handicapées | |